# Valle di Nosee
La valle di Nosee (conosciuto anche come Noseè) è una valle situata nella Provincia di Como, adiacente all'omonimo lago, all'interno del Triangolo Lariano.

## Origine del nome
Il suo toponimo deriva dalla parola Noce nel Dialetto comasco.

## Geografia fisica

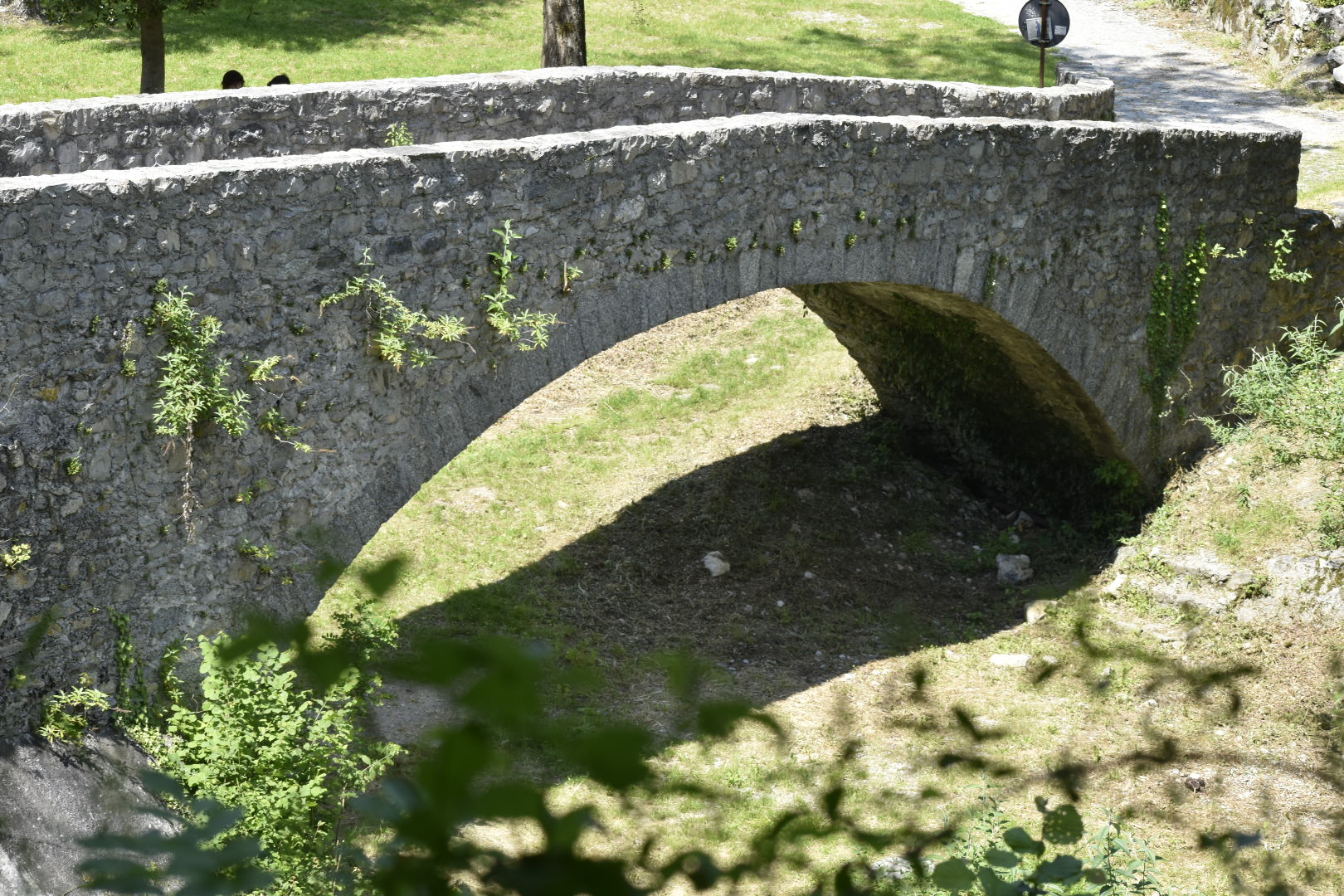
Arco del ponte sul torrente Nosee

La valle di Nosee è localizzata nelle Prealpi Comasche ed è solcata dall'omonimo torrente. I rilievi si attestano fra i 1000-1400 m.s.l.m.. Nel tratto conclusivo la valle di Nosee e la Valle di Tuf confluiscono in località Coatesa (Nesso), generando una profonda gola, conosciuta come Orrido di Nesso. 
Nella parte settentrionale della valle, nei pressi della frazione Gorla di Veleso vi è la presenza della Cascata della Val Tarola, dal quale sgorga l'omonimo torrente, immissario del Nosee.

## Geografia antropica
Il centro su cui si sviluppa la valle è principalmente Nesso, la quale rispetto l'abitato si colloca in posizione defilata e di rilievo, ad est del comune, in una zona prevalentemente disabitata, in cui sono presenti i Monti di Careno (che prendono nome dalla frazione lacustre sottostante). 
Limitatamente la valle di Nosee interessa il comune di Zelbio, nella sua porzione meridionale.

## Strade
Le principali strade che attraversano la valle sono:
- Lariana : Como - Nesso - Lezzeno - Bellagio - Oliveto Lario - Lecco - Pescate.

- : Nesso - Erno di Veleso - Zelbio - Sormano.

## Demografia dei Comuni
Nel dettaglio fanno parte della Valle di Nosee i seguenti 3 comuni:
| Posizione    | Stemma | Città  | Popolazione (ab) | Superficie (km²) | Densità (ab/km²) | Altitudine (m s.l.m.) | Altitudine Minima (m s.l.m.) | Altitudine Massima (m s.l.m.) |
| ------------ | ------ | ------ | ---------------- | ---------------- | ---------------- | --------------------- | ---------------------------- | ----------------------------- |
| 1º           |        | Nesso  | 1 249            | 15,03            | 83,1             | 300                   | 199                          | 1401                          |
| 2º           |        | Veleso | 225              | 5,86             | 38,4             | 826                   | 499                          | 1674                          |
| 3º           |        | Zelbio | 214              | 4,60             | 46,6             | 802                   | 525                          | 1675                          |
| Totale Valle | –      | –      | 1688             | 25,49            | 66,2             | -                     | 199                          | 1675                          |